# Сишэнцзин
Сишэнцзин (кит. упр. 西昇經, пиньинь xishengjing, палл. Сишэнцзин, Канон Западного Восхождения) — даосский текст, написанный в конце V века в храмовом центре Лоугуань (樓觀), принадлежащий школе Северных Небесных Наставников.
Лоугуань находится к западу от столичного города Чанъань, с которого начинается Великий шёлковый путь. Согласно традиции, здесь неподалёку находилась пограничная застава, на которой Лао-цзы, отправляясь на Запад, передал начальнику заставы Инь Си священный текст «Даодэцзин». Сишэнцзин содержит в себе поучения, которые Лао-цзы передавал Инь Си. При этом Сишэнцзин рассказывает, что Лао-цзы направлялся в Индию с целью просвещения варваров.

## Варианты текста
В даосском каноне (Даоцзан) сохранилось два варианта Сишэнцзина времён династии Сун — Сишэнцзин цзичжу 西昇經集注 с комментариями Чэнь Цзинъюаня 陳景元 (ум. в 1094 году), и Сишэнцзин  императора Хуэйцзуна 徽宗 (1100—1125).
При этом дата написания Сишэнцзина остаётся невыясненной. По предположению Ливии Кон, это конец V века (Kohn 2007:1114), а по другой гипотезе это VI век (Komjathy 2004:52).
Сишэнцзин  называется также Лаоцзюнь Сишэнцзин 老君西昇經 (подчёркивая, что текст исходит от господина Лао (Лао-цзы). Ещё текст иногда фигурирует под названием Сишэнцзи 西升記 (Записки западного подъёма), при этом второй иероглиф пишется без графического элемент «Солнце», отчего смысл «восхождение» меняется на «подъём».

## Содержание
Сишэнцзин  перекликается с трактатом Хуахуцзин (Канон Обращения Варваров), описывающим путешествие Лао-цзы в Индию, где он основал буддизм. Китайские буддисты категорически отрицают выдвигаемое предположение, что Лао-цзы являлся также и Буддой; они считают оба текста фальсификацией.
История о путешествии Лао-цзы однако используется только как введение для того, чтобы перейти к описанию сущности Дао. Автор описывает Путь с практической точки зрения, объясняя необходимые медитации и действия. При этом делается упор не на уединение, а на пребывание в миру. В последней главе объясняется необходимость «возвращения» (反) к исходному началу, смерть физического тела с этой точки зрения означает переход в более тонкие глубинные форму Дао (Ливия Кон, 2007: 1114).
Текст содержит прямые изречения Лао-цзы. Понимание Дао сравнивается с восприятием музыки — когда музыка понятна, но не описуема словами.(Ливия Кон, 1991:223 — 224)

## Структура
Сишэнцзин  состоит из 39 глав по 5 разделов.